# 錫爾弗城 (新墨西哥州)
錫爾弗城（英語：Silver City）是一個位於美國新墨西哥州格蘭特縣的市鎮。同時該地也是格蘭特縣的縣治。

## 地方資料
錫爾弗城的座標為32°42′41″N 108°16′27″W / 32.71139°N 108.27417°W，而該地的海拔高度為1797米（即5895英尺）。根據2020年美國人口普查，該地共人口9740人，而該地的面積約為26.26平方千米。